# Омельчук Юрій Олексійович
Омельчук Юрій Олексійович —  кінорежисер, сценарист. Член Національної Спілки кінематографістів України,член національної спілки журналістів України.

## Життєпис
Народився 10 квітня 1955 р. у м. Київ в родині акторів. Закінчив факультет журналістики Київського державного університету ім. Т. Г. Шевченка (1981). 
Працював кіномеханіком і асистентом звукооператора на «Укркінохроніці», на кіностудії Київського університету. З 1973 р. — режисер студії «Київнаукфільм»,«Укртелефільм».

## Фільмографія
- 1972 - «Ресторани сталевих магістралей»
- 1972 - «Нове в радянській медицині» - Диплом Всесоюзного кінофестивалю рекламних фільмів, Таллінн, 1973
- 1972 - «Голуба планета»
- 1974 - «Охорона здоров'я в СРСР»
- 1975 - «Магічна сімка»
- 1976 - «Симетрія»
- 1978 - «В ногу з життям. АН УРСР»
- 1981 - «Походження пристосування у організмів» - Золота медаль у міжнародному фестивалю у Чехословччині
- 1982 - «Вічний двигун»
- 1982 - «Сповідь»
- 2001 - «Швидкий з Берліна»
- 2004 - «Монолог гетьмана», автор сценарію, і режисер
- 2004 - «Спогади про минуле» (8 серій)